# Kerman (Californië)
Kerman is een plaats in Fresno County in Californië in de VS.

## Geografie
Kerman bevindt zich op 36°43′34″Noord, 120°3′34″West. De totale oppervlakte bedraagt 5,6 km² (2,2 mijl²) wat allemaal land is.

## Demografie
Volgens de census van 2000 bedroeg de bevolkingsdichtheid 1528,5/km² (3951,2/mijl²) en bedroeg het totale bevolkingsaantal 8551 als volgt onderverdeeld naar etniciteit:
- 42,50% blanken
- 0,36% zwarten of Afrikaanse Amerikanen
- 1,95% inheemse Amerikanen
- 8,29% Aziaten
- 0,02% mensen afkomstig van eilanden in de Grote Oceaan
- 42,38% andere
- 4,49% twee of meer rassen
- 64,93% Spaans of Latino

Er waren 2389 gezinnen en 1994 families in Kerman. De gemiddelde gezinsgrootte beroeg 3,57.

## Plaatsen in de nabije omgeving
De onderstaande figuur toont nabijgelegen plaatsen in een straal van 32 km rond Kerman.